# Vida Tomšič
Vida Tomšič (rojena Bernot), slovenska predvojna komunistka, prvoborka, partizanka, političarka in narodni heroj, * 26. junij 1913, Ljubljana, † 10. december 1998, Ljubljana.
Vida Tomšič je zasedala vidna mesta v slovenski in jugoslovanski povojni politiki do upokojitve.

## Do leta 1945
Vida Tomšič je študirala pravo v Ljubljani in leta 1941 diplomirala. Kot študentka se je pridružila levičarskim gibanjem in leta 1934 vstopila v Komunistično stranko Jugoslavije (KPJ), leta 1940 pa je bila sprejeta v Centralni komite KPJ in KPS. Že 1934/35 je bila zaradi delovanja v prepovedani KPJ aretirana in je prebila v zaporu 11 mesecev. Leta 1937 se poročila s komunističnim aktivistom Tonetom Tomšičem. Od leta 1940 se je skrivala pred aretacijo, delovala je ilegalno. Leta 1940 je bila izvoljena v CK KPS in CK KPJ.
Med italijansko okupacijo je 1941 pod ilegalnim imenom Marija Pevec rodila sina Miho Tomšiča. Decembra 1941 sta bila zakonca skupaj aretirana kot ilegalca OF v Ljubljani. Vida je bila poleg okupatorskih zaporov v Ljubljani (italijanski okupacijski sodni zapori) nekaj časa tudi v gestapovskem zaporu v Begunjah na Gorenjskem in Mariboru. Na sodnem procesu, na katerem so sodili možu Tonetu kot glavnemu obtožencu, je italijansko vojaško sodišče njega obsodilo na smrt, Vido pa na 25 let ječe. Tone Tomšič je bil ustreljen na okupatorskem morišču v Gramozni jami 21. maja 1942.  
Vida je bila v več zaporih: v Benetkah (La Giudecca), Anconi, Campobassu in Traniju. Po kapitulaciji Italije je z drugimi interniranci prišla v anglo-ameriško taborišče v južni Italiji (Carbonara), kjer je organizirala partijsko delo ter bila med ustanovitelji I. prekomorske brigade in postala pomočnica politkomisarja.  
Decembra 1943 se je preko Jajca vrnila v Slovenijo in bila februarja 1944 izvoljena v Slovenski narodnoosvobodilni svet. Nekaj časa je urejala časopis Ljudska pravica in opravljala organizacijske naloge v Centralnem komiteju Komunistične partije Slovenije. Po prehodu v Jugoslavijo so jo odpravili v Slovenijo, kjer je bila izvoljena v Slovenski narodnoosvobodilni svet (SNOS) in opravljala različne medvojne politične dejavnosti, zlasti med ženskami (AFŽ). 5. maja 1945 je bila v Narodni vladi Slovenije (Ajdovska vlada) imenovana za ministrico za socialno politiko.  

## V času povojne Jugoslavije
Vse do upokojitve je nato opravljala visoke politične funkcije, med drugim je bila večkrat članica vlade Socialistične republike Slovenije. Službovala je tudi v Beogradu kot predsednica AFŽ Jugoslavije in sekretarka Ljudske skupščine FLRJ (1948–52). 1952–58 je bila organizacijska sekretarka CK ZKS, 1955–62 članica Izvršnega sveta LS LRS, podpredsednica in nato dvakrat predsednica Glavnega odbora SZDL Slovenije (1961–62 in 1963–67), vmes predsednica Ljudske skupščine LR Slovenije (1962–63). 1967–69 je bila predsednica v njenem mandatu oživljenega Zbora narodov Skupščine SFRJ, članica Sveta federacije, od ustanovitve 1974 do 1982 v dveh mandatih članica Predsedstva SR Slovenije, predsednica republiškega družbenega sveta za mednarodne odnose (1974–84) in izvršnega komiteja predsedstva CK ZKS (1974–78). 
Pogosto je predstavljala Jugoslavijo v mednarodnih stikih, tako bilateralnih kot v okviru gibanja neuvrščenih. Med drugim je bila v dveh štiriletnih mandatih predstavnica v Komisiji Združenih narodov za socialni razvoj  (ECOSOC) in leta 1963 tudi predsednica te komisije, članica jugoslovanske delegacije na IX. in XXV. zasedanju Generalne skupščine Združenih narodov, članica delegacije na svetovni konferenci o prebivalstvu leta 1974 in vodja delegacije na svetovni konferenci v mednarodnem letu žensk leta 1975. Kot članica zvezne ustavne komisije je bila 1969–72 predsednica komisije za razvoj družbenopolitičnih skupnosti in za mednacionalne odnose; od 1971 je bila predsednica Zveznega sveta za načrtovanje družine. Delovala je tudi publicistično. Veliko del Vide Tomšič obravnava načrtovanje družine, njeno poglavitno zanimanje pa je veljalo razmerjem v zakonski zvezi in družini. 
Bila je nosilka spomenice 1941 in več visokih odlikovanj: 1945 in 1946 red bratstva in enotnosti, 1947 red za hrabrost, 1951 red narodne osvoboditve, 1952 red zaslug za narod, 1953 red narodnega heroja; 1961 red republike z zlatim vencem, 1973 priznanje OF; 1947 poljski krzyż partyzanski; 1965 mehiško odlikovanje el grado de Banda de Primera classe; 1965 Medaglia delle Brigate Garibaldi; 1970 spominska medalja ob 100-letnici Leninovega rojstva ter red junakinje socialističnega dela (1973). Ljubljanska univerza ji je 1979 na predlog Pravne fakultete (kot prvi ženski) podelila častni doktorat.
Po vojni se je Tomšičeva v drugo poročila s Francem Novakom - Luko, partizanskim zdravnikom in profesorjem ginekologije ter članom SAZU. Otroci: Mihael Gabrijel Tomšič, Branko Novak, Živa Novak-Antolič.

## Problemi žensk, otrok in družine – osnovno področje delovanja
V projektu družbenih sprememb, ki so ga oblikovali in izvajali komunisti, se je Vida Tomšič zavzemala zlasti za enakopravni družbeno-ekonomski položaj žensk, za vprašanja otrok in družine. 
V evropski socialni demokraciji in zlasti v komunističnih strankah sta ob splošnem konsenzu o nujni enakopravnosti žensk obstajali dve zamisli: prva, da je enakopravnost žensk možna le v dokončno vzpostavljeni komunistični družbi, in druga, da je enakopravnost žensk in odnosov med spoloma ter družinskih odnosov treba reševati brez odlaganja na daljni ideal. Značilno je prvo stališče zastopala Clara Zetkin, še bolj izrazito pa Lenin. Vendar so zaradi taktičnih potreb znotraj socialističnih in komunističnih gibanj delovale posebne ženske sekcije, ki so sprožale tudi posebne probleme žensk in družine. Značilen primer osebne pravice žensk je pravica do odločanja o rojstvu otrok.  
Vprašanje svobodnega odločanja o rojstvu otrok, ki vključuje tudi možnost umetne prekinitve nosečnosti na zahtevo, je prvič v novejši zgodovini drastično rešil Leninov odlok iz leta 1920, ki je dovolil splav na zahtevo matere (do 3. meseca nosečnosti).     
Stališča Vide Tomšič so se izrazila v zakonu o zakonski zvezi in družinskih razmerjih, ki ga je leta 1976 sprejela Socialistična republika Slovenija. Zaradi usmerjenosti in kvalitete svojega dela je bila leta 1978 habilitirana za redno profesorico za področje družinskih odnosov na Pravni fakulteti v Ljubljani.